# Rachel Thorn
Rachel Thorn (geboren 12. Mai 1965 in Pennsylvania) ist eine US-amerikanische Kulturanthropologin und Übersetzerin. Ihr Hauptwerk ist die Analyse und Geschichte des Shōjo-Manga.

## Leben
Thorn war 1985 Austauschstudentin an der Kōnan-Universität in Kōbe und lernte hierbei Manga kennen, um Japanisch zu lernen. Besonders die Lektüre von Moto Hagios Thomas no Shinzō bewog sie dazu, sich fortan intensiv mit Manga zu beschäftigen. Während eines Masterstudiums in Ostasien- und Pazifikstudien an der University of Illinois begann sie 1988, sich wissenschaftlich mit Shōjo-Manga zu beschäftigen. Zur gleichen Zeit begann sie, auch Mangas aus dem Japanischen ins Englische zu übersetzen, unter anderem Banana Fish, Ranma ½ und Nausicaä aus dem Tal der Winde. 1991 begann sie ein Doktorat an der Columbia University in Kulturanthropologie und erhielt für ihre Feldforschung in der Hanshin-Region von 1994 bis 1995 ein Stipendium der Japan Foundation. Für die amerikanische Zeitschrift Animerica schrieb sie eine Kolumne zu Shōjo-Manga.
1997 zog sie nach Kyōto, wo sie begann, an der Privatuniversität Kyōto-Seika-Universität zu unterrichten, die heute vor allem für ihr Institut für Manga-Studien bekannt ist. Ab 1998 war Thorn an der Schaffung dieses Instituts mitbeteiligt; seit 2000 ist sie ordentliche Professorin an der Universität. Von 2003 bis 2005 war sie Jurorin beim Osamu-Tezuka-Kulturpreis.
Thorn übersetzt nach wie vor Mangas aus dem Japanischen ins Englische. Seit 2010 arbeitete sie mit dem amerikanischen Verlag Fantagraphics an einer Reihe von Manga-Übersetzungen, die ältere und anspruchsvolle Leser ansprechen soll als der Großteil der Manga-Übersetzungen ins Englische. Die erste Übersetzung war eine Auswahl an Kurzgeschichten von Moto Hagio (A Drunken Dreams and Other Stories).
Thorn will mit weiblichen Pronomen angesprochen werden und beschreibt sich auf ihrer Website als transgender („Although she generally presents as a man, she identifies as a woman. ‚She/Her,‘ please.“, Obwohl sie sich im Allgemeinen als Mann präsentiert, identifiziert sie sich als Frau. ‚Sie/ihre‘ bitte.). Ihren Vornamen Matt, unter dem sie zu Beginn ihrer Karriere noch bekannt wurde, legte sie ab.